# Comic BonBon
Comic BonBon (コミックボンボン, Komikku Bonbon, parfois transcrit en « Comic Bon Bon » ou « Comic Bom Bom ») était un magazine de prépublication de mangas mensuel édité par Kōdansha entre 1981 et 2007. chaque numéro comptait plus de 700 pages, dont 80 sont des publicités (en couleur). Comic BonBon était principalement consacré aux séries reposant beaucoup sur les produits dérivés (jouets, jeux vidéo...) à la manière de son concurrent CoroCoro Comic, même si cet aspect diminua vers la fin.

## Historique
Le premier numéro fut publié le 15 octobre 1981 ; à cette époque, Mobile Suit Gundam était déjà très populaire. Même si Gundam ciblait un public plus âgé, la franchise gagna rapidement les faveurs des enfants via les Gunpla (des maquettes de robots Gundam), si bien que du contenu consacré à ces maquettes apparut dans le magazine. Plusieurs séries très populaires y furent également diffusées, comme SD Gundam, Mega Man ou Medarot. En avril 1991, Comic BonBon dominait le secteur en écoulant environ 750 000 unités, dépassant pour un court temps son concurrent direct Monthly CoroCoro Comic.
La popularité du magazine décline cependant avec le « boum » des Pokémon. En effet, tandis que CoroCoro Comic se renouvelait en diffusant des séries à succès basées sur Mushiking, Beyblade et donc Pokémon, Comic BonBon conservait ses premières licences comme Gundam. Cette période fut donc financièrement très délicate (son manga le plus vendeur était alors King of Bandit Jing).
Toutefois, Comic BonBon redressa ses ventes à la fin des années 1990 grâce aux parutions de deux mangas populaires : Medarot et Cyborg Kurochan. Durant la période faste qui s’ensuivit, le magazine publia plus de mangas inédits que par le passé et inclut des petits concours à chaque numéro. En 2005, les ventes chutèrent de nouveau ; le numéro de janvier 2006 vit ainsi un changement de maquette (le logo et la taille, qui passa de A5 à B5, furent notamment modifiés), puis une réduction du nombre de pages, le prix restant stable à 480 yens. Cependant, les ventes continuèrent de baisser, tombant en dessous des 50 000 copies par numéros, et la publication du magazine s’arrêta en novembre 2007, remplacée par Shōnen Rival.

## Mangas publiés

### Années 80
- Plamo Kyoshiro
- Taiyo no Kiba Dougram
- Aura Battler Dunbine
- Armored Trooper Votoms
- Ginga Hyouryuu Vifam
- Heavy Metal L-Gaim
- Ge Ge Ge no Kitaro
- Iyahaya-kun
- Mobile Suit Gundam MS Senki
- Mobile Suit Zeta Gundam
- Mobile Suit Gundam ZZ
- Osomatsu-kun
- Shin Plamo Kyoshiro
- Les Samouraïs de l'Éternel
- Plamo Kyoshiro Musha Gundam
- SD Gundam Gaiden Knight Gundam Monogatari Lacoa no Yuusha

### Années 90
- Gundlander
- Kouryu Densetsu Villgust
- Mobile Suit Gundam F91
- Ultra Ninpocho
- Mega Man X
- Shin Musha Gundam Chou Kidou Daishougun
- Chou Musha Gundam Bushin Kirahagane
- Chou Musha Gundam Touba Daishougun
- Medarot
- Shin Iyahaya-kun
- SD Gundam Fullcolor Theater
- Cyborg Kurochan
- Chou Musha Gundam Tensei Shichinin Shuu
- Chou Musha Gundam Musha Senki Hikari no Hengen Hen
- Transformers Beast Wars II
- Microman
- King of Bandit Jing
- Doonto! Dragon Kid!
- Herohero-kun
- Fighting Foodons
- Ganbare Goemon

### Années 2000
- SD Gundam Eiyuden
- SD Gundam Mushamaruden
- Gekitou! Crush Gear Turbo
- Shin Megami Tensei Devil Children
- Shin Megami Tensei Devil Children Light & Dark
- Do Suru Paradise
- Mr. Driller
- Crush Gear Nitro
- Magician Tantei A
- Taiko no Tatsujin
- SD Gundam Force
- Musharetsuden Bukabuka Hen
- SD Gundam Musha Banchō Fūunroku
- Spider-Man J
- Mobile Suit Gundam Seed Destiny
- Transformers: Galaxy Force
- Kikai Wakusei Garakutania
- Metroid Prime
- Metroid Samus & Joe
- Metroid Episode of Aether
- Ultra Ninja Manual Flash
- Big Bad Daddy
- Tarpan
- Angel’s Frypan
- Deltora Quest
- Star of Happiness Haghal
- Goki-chan
- Roboo!
- Anzu-chan
- Mahou Sensei Negima! neo
- Totsugeki Chicken!
- Umi no Tairiku NOA PLUS+